# Психотицизам
Психотицизам је једна од три особине које користи психолог Ханс Ајзенк у свом П–Е–Н моделу (психотицизам, екстраверзија и неуротицизам) моделу личности. Психотицизам је диспозиција која укључује недостатак контроле импулса, необично и претерано инклузивно размишљање, као и хладноћу и безличност.

## Биолошке основе
Верује се да је психотицизам повезан са нивоима допамина. Други биолошки корелати психотицизма укључују ниску условљеност и низак ниво моноамин оксидазе; бета-хидроксилаза, кортизол, норепинефрин у цереброспиналној течности се такође чини релевантним за ниво психотицизма.
Ајзенкова теоријска основа за модел била је теорија Einheitspsychosen (унитарне психозе) немачког психијатра Хајнриха Нојмана из деветнаестог века.

## Црта
Психотизам је концептуално сличан фактору ограничења у Телегеновом трофакторском моделу личности. Психотицизам се може поделити на уже особине као што су импулсивност и тражење сензација. Оне се заузврат могу даље поделити на још специфичније особине. На пример, импулсивност се може поделити на уску импулсивност (реаговање без размишљања), преузимање ризика, непланирање и живахност. Тражење сензација је такође анализирано у више одвојених аспеката.
Ајзенк је тврдио да може постојати корелација између психотицизма и креативности. Са психофизиолошке стране, Ајзенк налази да је већа вероватноћа да ће преинклузивни мислилац имати личност која се односи на личност схизофреног или општег психотичног поремећаја. Разлика је у томе што, иако је оцена психотичности креативне особе висока као и код некога коме је дијагностикован психотични поремећај, креативна особа није нужно психотична. Он покушава да подржи свој предлог користећи доказе да постоји истинска веза између лудила и генијалности, да истински креативни људи имају висок резултат психотичности на тестовима личности и да су необични одговори на тесту асоцијације речи добра мера психозе, психотицизма и креативности.
Такође је утврђено да скала психотицизма значајно корелира са другим скалама и особинама антагонизма и тврдоглавости као што су неприхватање културних норми, незрелост и антиауторитативни ставови. Виши резултати на овој црти су такође пријављени међу психопатама и криминалцима. Ово појачава идеју коју је Ајзенк описао као своју скалу психотицизма.

## Критика
Критичари ове особине сугеришу да је она превише хетерогена да би се могла узети као једна особина. Коста и Мекреј верују да у моделима личности треба разликовати пријазност и савесност (обоје представљају низак ниво психотицизма). Такође је сугерисано да би „психотизам“ могао бити погрешан назив и да би „психопатија“ или „импулзивно несоцијализовано тражење сензација“ биле боље ознаке.